# Liga Juvenil de la UEFA 2021-22

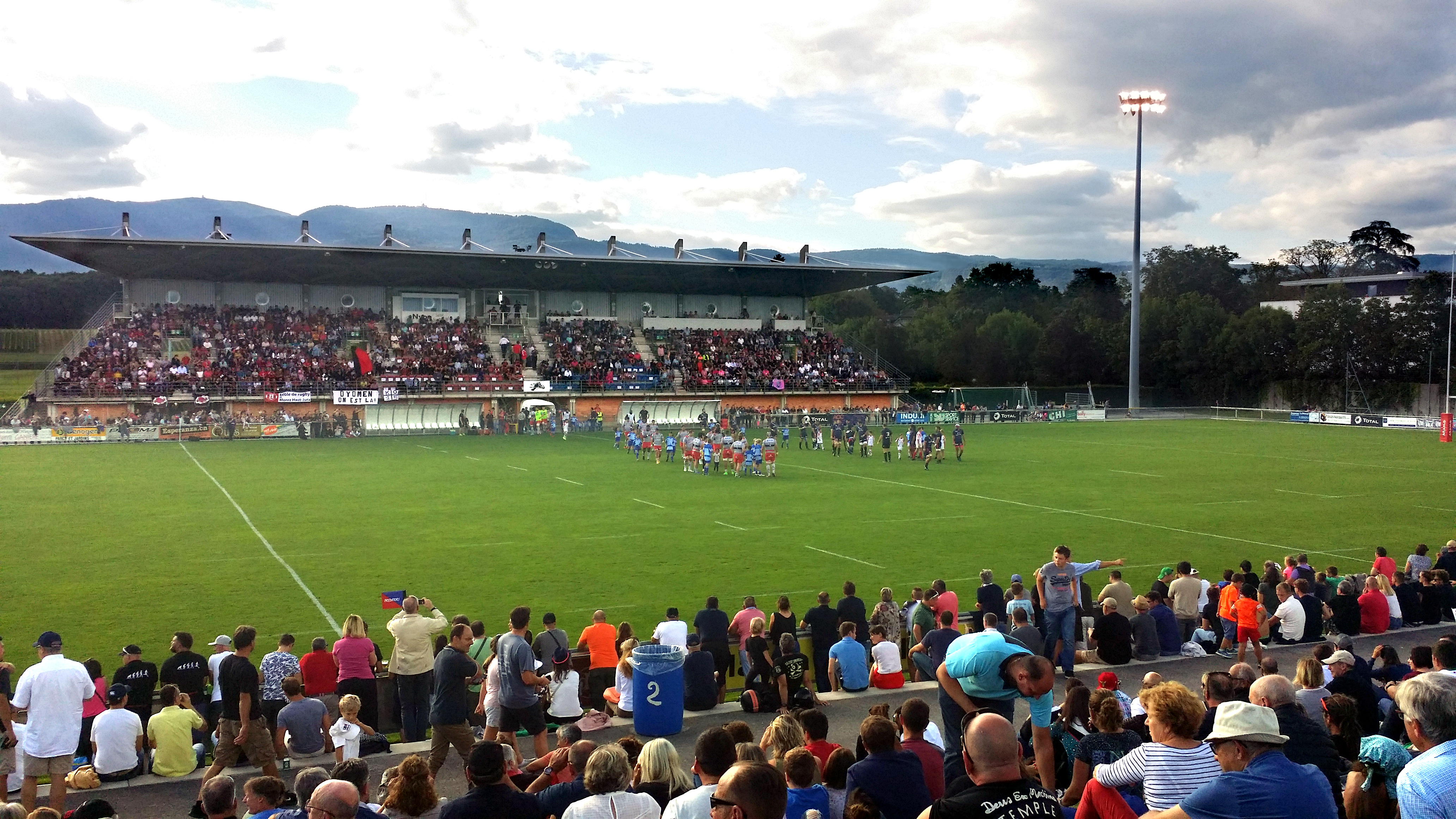
Fotografía de un partido entre el Stade Francais y el US Oyonnax

La Liga Juvenil de la UEFA 2021-22 fue la 8.ª edición de la competición. La competición se compuso de los equipos juveniles de los 32 clubes que lograron su clasificación para la fase de grupos de la Liga de Campeones de la UEFA 2021-22 y 32 clubes que representaron a los campeones nacionales de las 32 federaciones con mejor ranking.
La fase final de la competición, que incluía las semifinales y la final, se disputó en el Estadio Colovray en Nyon, Suiza.
El Real Madrid, que ganó el título en 2019-20, era el vigente el campeón, ya que la edición 2020-21 se canceló debido a la pandemia de COVID-19 en Europa y no se otorgó el título.
A partir de esta edición el equipo campeón clasificaría automáticamente a la Copa Intercontinental Sub-20 gracias al Memorándum de Entendimiento UEFA-Conmebol.

## Distribución de equipos por Asociaciones
Un total de 64 equipos de al menos 32 de las 55 federaciones miembro de la UEFA pueden participar en el torneo. Están divididos en dos secciones, cada una con 32 equipos.
- Ruta de la Liga de Campeones de la UEFA: Los equipos juveniles de los 32 clubes que se clasificaron para la fase de grupos de la Liga de Campeones de la UEFA 2021-22 entraron en la Ruta de la UEFA Champions League. Si había una vacante (los equipos juveniles no ingresaron), fue ocupada por un equipo definido por la UEFA.
- Ruta de los campeones nacionales: los campeones nacionales juveniles de las 32 mejores federaciones según sus coeficientes de países de la UEFA de 2021 ingresaron en la Ruta de los campeones nacionales.[1] En caso de que hubiera una vacante (federaciones sin competición doméstica juvenil, así como campeones nacionales juveniles ya incluidos en la ruta de la UEFA Champions League), primero la cubrían los campeones si aún no se habían clasificado, y luego los campeones nacionales juveniles de la próxima federación del ranking UEFA.

El Akademia e Futbollit, Angers, Deportivo La Coruña, Daugavpils, Empoli, Hajduk Split, 1. FC Köln, Miercurea Ciuc, Pogoń Szczecin, St Patrick's Athletic, Trabzonspor, Žalgiris y Zvijezda 09 harán su debut en el torneo. Lituania estará representada por primera vez.
| Ranking | Asociación           | Equipos                                                               | Equipos                          |
| Ranking | Asociación           | Ruta Liga de Campeones                                                | Ruta de los Campeones Nacionales |
| ------- | -------------------- | --------------------------------------------------------------------- | -------------------------------- |
| 1       | Inglaterra           | - Manchester City - Manchester United - Liverpool - Chelsea           |                                  |
| 2       | España               | - Atlético Madrid - Real Madrid - Barcelona - Sevilla - Villarreal CF | Deportivo La Coruña              |
| 3       | Alemania             | - Bayern Múnich - Leipzig - Borussia Dortmund - VfL Wolfsburgo II     | 1. FC Köln                       |
| 4       | Italia               | - Internazionale - AC Milan - Atalanta - Juventus                     | Empoli                           |
| 5       | Francia              | - Lille OSC - Paris Saint-Germain                                     | Angers                           |
| 6       | Portugal             | - Sporting - Porto - Benfica                                          |                                  |
| 7       | Rusia                | Zenit de San Petersburgo                                              |                                  |
| 8       | Bélgica              | Club Brujas                                                           | Genk                             |
| 9       | Ucrania              | - Dinamo Kiev - Shakhtar Donetsk                                      |                                  |
| 10      | Países Bajos         | Ajax                                                                  | AZ                               |
| 11      | Turquía              | Beşiktaş                                                              | Trabzonspor                      |
| 12      | Austria              | Red Bull Salzburg                                                     |                                  |
| 13      | Dinamarca            |                                                                       | Midtjylland                      |
| 14      | Escocia              |                                                                       | Rangers                          |
| 15      | República Checa      |                                                                       | Sparta de Praga                  |
| 16      | Chipre               |                                                                       | APOEL                            |
| 17      | Suiza                | Young Boys                                                            |                                  |
| 18      | Grecia               |                                                                       | PAOK                             |
| 19      | Serbia               |                                                                       | Estrella Roja                    |
| 20      | Croacia              |                                                                       | Hajduk Split                     |
| 21      | Suecia               | Malmö                                                                 | Hammarby                         |
| 22      | Noruega              |                                                                       | Rosenborg                        |
| 23      | Israel               |                                                                       | Maccabi Haifa                    |
| 24      | Kazajistán           |                                                                       | Kairat                           |
| 25      | Bielorrusia          |                                                                       | FC Minsk                         |
| 26      | Azerbaiyán           |                                                                       | Qäbälä                           |
| 27      | Bulgaria             |                                                                       | Septemvri Sofia                  |
| 28      | Rumania              |                                                                       | Miercurea Ciuc                   |
| 29      | Polonia              |                                                                       | Pogoń Szczecin                   |
| 30      | Eslovaquia           |                                                                       | Žilina                           |
| 32      | Eslovenia            |                                                                       | Domžale                          |
| 33      | Hungría              |                                                                       | MTK Budapest                     |
| 35      | Lituania             |                                                                       | Žalgiris                         |
| 37      | Letonia              |                                                                       | Daugavpils                       |
| 38      | Albania              |                                                                       | Akademia e Futbollit             |
| 39      | Macedonia del Norte  |                                                                       | Shkëndija                        |
| 40      | Bosnia y Herzegovina |                                                                       | Zvijezda 09                      |
| 41      | Moldavia             | Sheriff Tiraspol                                                      |                                  |
| 42      | Irlanda              |                                                                       | St Patrick's Athletic            |

| Ranking | Asociación    |
| ------- | ------------- |
| 31      | Liechtenstein |
| 34      | Luxemburgo    |
| 36      | Armenia       |
| 43      | Finlandia     |
| 44      | Georgia       |
| 45      | Malta         |

| Ranking | Asociación        |
| ------- | ----------------- |
| 46      | Islandia          |
| 47      | Gales             |
| 48      | Irlanda del Norte |
| 49      | Gibraltar         |
| 50      | Montenegro        |

| Ranking | Asociación  |
| ------- | ----------- |
| 51      | Estonia     |
| 52      | Kosovo      |
| 53      | Islas Feroe |
| 54      | Andorra     |
| 55      | San Marino  |

## Calendario
El calendario de la competición es el siguiente (todos los sorteos se llevan a cabo en la sede de la UEFA en Nyon, Suiza).
- Para la fase de grupos de la Ruta de la Liga de Campeones de la UEFA, en principio, los equipos juegan sus partidos los martes y miércoles de las jornadas programadas para la Liga de Campeones de la UEFA, y el mismo día que las selecciones mayores correspondientes; sin embargo, los partidos también podrían jugarse en otras fechas, incluidos los lunes y jueves.
- Para la primera y segunda ronda de la Ruta de los Campeones Nacionales, en principio, los partidos se juegan los miércoles (primera ronda en las jornadas 2 y 3, segunda ronda en las jornadas 4 y 5, según lo programado para la UEFA Champions League); sin embargo, los partidos también se pueden jugar en otras fechas, incluidos los lunes, martes y jueves.

| Fase                                    | Ronda            | Sorteo                          | Ida                                           | Vuelta                                        |
| --------------------------------------- | ---------------- | ------------------------------- | --------------------------------------------- | --------------------------------------------- |
| Ruta de la Liga de Campeones de la UEFA | Fecha 1          | 26 de agosto de 2021 (Estambul) | 14–15 de septiembre de 2021                   | 14–15 de septiembre de 2021                   |
| Ruta de la Liga de Campeones de la UEFA | Fecha 2          | 26 de agosto de 2021 (Estambul) | 28–29 de septiembre de 2021                   | 28–29 de septiembre de 2021                   |
| Ruta de la Liga de Campeones de la UEFA | Fecha 3          | 26 de agosto de 2021 (Estambul) | 19–20 de octubre de 2021                      | 19–20 de octubre de 2021                      |
| Ruta de la Liga de Campeones de la UEFA | Fecha 4          | 26 de agosto de 2021 (Estambul) | 2–3 de noviembre de 2021                      | 2–3 de noviembre de 2021                      |
| Ruta de la Liga de Campeones de la UEFA | Fecha 5          | 26 de agosto de 2021 (Estambul) | 23–24 de noviembre de 2021                    | 23–24 de noviembre de 2021                    |
| Ruta de la Liga de Campeones de la UEFA | Fecha 6          | 26 de agosto de 2021 (Estambul) | 7–8 de diciembre de 2021                      | 7–8 de diciembre de 2021                      |
| Ruta de los Campeones Nacionales        | Primera ronda    | 31 de agosto de 2021            | 29 de septiembre de 2021                      | 20 de octubre de 2021                         |
| Ruta de los Campeones Nacionales        | Segunda ronda    | 31 de agosto de 2021            | 3 de noviembre de 2021                        | 24 de noviembre de 2021                       |
| Fase eliminatoria                       | Play-offs        | 14 de diciembre de 2021         | 8–9 de febrero de 2022                        | 8–9 de febrero de 2022                        |
| Fase eliminatoria                       | Octavos de final | 14 de febrero de 2022           | 1–2 de marzo de 2022                          | 1–2 de marzo de 2022                          |
| Fase eliminatoria                       | Cuartos de final | 14 de febrero de 2022           | 15–16 de marzo de 2022                        | 15–16 de marzo de 2022                        |
| Fase eliminatoria                       | Semifinal        | 14 de febrero de 2022           | 22 de abril de 2022 en Colovray Stadium, Nyon | 22 de abril de 2022 en Colovray Stadium, Nyon |
| Fase eliminatoria                       | Final            | 14 de febrero de 2022           | 25 de abril de 2022 en Colovray Stadium, Nyon | 25 de abril de 2022 en Colovray Stadium, Nyon |

## Ruta de la Liga de Campeones de la UEFA

### Grupo A
| Equipo              | Pts | PJ | PG | PE | PP | GF | GC | Dif |
| ------------------- | --- | -- | -- | -- | -- | -- | -- | --- |
| Paris Saint-Germain | 14  | 6  | 4  | 2  | 0  | 16 | 7  | +9  |
| Club Brujas         | 11  | 6  | 3  | 2  | 1  | 18 | 11 | +7  |
| Manchester City     | 8   | 6  | 2  | 2  | 2  | 12 | 11 | +1  |
| Leipzig             | 0   | 6  | 0  | 0  | 6  | 4  | 21 | -17 |

| 15 de septiembre de 2021 | Club Brujas            | 2:2 (1:1) | Paris Saint-Germain                  | The NEST, Roeselare, Bélgica      |                                   |
| 14:00 (CET)              | - Hautekiet 45+1', 88' | Reporte   | - 30' Gassama - 79' (a.g.) Hautekiet | Árbitro(s): Aleksandrs Anufrijevs | Árbitro(s): Aleksandrs Anufrijevs |

| 15 de septiembre de 2021 | Manchester City                                              | 5:1 (2:1) | Leipzig       | Academy Stadium, Mánchester, Inglaterra   |                                           |
| 15:00 (CET)              | - McAtee 13', 82' - Bobb 27' (pen.) - Sodje 60' - Edozie 73' | Reporte   | - 4' Raebiger | Árbitro(s): Mads-Kristoffer Kristoffersen | Árbitro(s): Mads-Kristoffer Kristoffersen |

| 28 de septiembre de 2021 | Leipzig         | 1:4 (1:1) | Club Brujas                                  | Stadion am Cottaweg, Leipzig, Alemania |                           |
| 13:00 (CET)              | - Friedrich 32' | Reporte   | - 36' Audoor - 61', 78' Sandra - 90+4' Talbi | Árbitro(s): Volen Chinkov              | Árbitro(s): Volen Chinkov |

| 28 de septiembre de 2021 | Paris Saint-Germain | 1:1 (0:1) | Manchester City | Stade Georges Lefèvre, Saint-Germain-en-Laye, Francia |                         |
| 15:00 (CET)              | - Simons 68' (pen.) | Reporte   | - 30' Charles   | Árbitro(s): Ádám Farkas                               | Árbitro(s): Ádám Farkas |

| 19 de octubre de 2021 | Club Brujas   | 1:1 (1:0) | Manchester City      | The NEST, Roeselare, Bélgica |                           |
| 13:30 (CET)           | - Sabbe 45+1' | Reporte   | - 78' Wilson-Esbrand | Árbitro(s): Antonio Nobre    | Árbitro(s): Antonio Nobre |

| 19 de octubre de 2021 | Paris Saint-Germain                        | 3:0 (1:0) | Leipzig | Stade Georges Lefèvre, Saint-Germain-en-Laye, Francia |                          |
| 15:00 (CET)           | - Odobert 11' - Simons 66' - Bitshiabu 83' | Reporte   |         | Árbitro(s): Duje Strukan                              | Árbitro(s): Duje Strukan |

| 3 de noviembre de 2021 | Leipzig    | 1:4 (1:1) | Paris Saint-Germain                                 | Stadion am Cottaweg, Leipzig, Alemania |                                  |
| 15:00 (CET)            | - Wosz 32' | Reporte   | - 25' Michut - 56', 80' Gassama - 62' (pen.) Gharbi | Árbitro(s): Ioannis Papadopoulos       | Árbitro(s): Ioannis Papadopoulos |

| 3 de noviembre de 2021 | Manchester City        | 3:5 (1:0) | Club Brujas                                                        | Academy Stadium, Mánchester, Inglaterra |                               |
| 15:00 (CET)            | - McAtee 12', 49', 65' | Reporte   | - 61', 70' Sandra - 74' (pen.) Engels - 84' Audoor - 90+6' Servais | Árbitro(s): Krzysztof Jakubik           | Árbitro(s): Krzysztof Jakubik |

| 24 de noviembre de 2021 | Club Brujas                                            | 4:1 (2:1) | Leipzig         | The NEST, Roeselare, Bélgica |                        |
| 16:00 (CET)             | - Hautekiet 31' - Engels 43' - Sandra 60' - Audoor 88' | Reporte   | - 40' Friedrich | Árbitro(s): Pavel Orel       | Árbitro(s): Pavel Orel |

| 24 de noviembre de 2021 | Manchester City | 1:3 (0:1) | Paris Saint-Germain              | Academy Stadium, Mánchester, Inglaterra |                       |
| 17:00 (CET)             | - Lewis 84'     | Reporte   | - 40', 49' Gassama - 80' Odobert | Árbitro(s): Jens Maae                   | Árbitro(s): Jens Maae |

| 7 de diciembre de 2021 | Leipzig | 0:1 (0:1) | Manchester City | Stadion am Cottaweg, Leipzig, Alemania |                          |
| 14:00 (CET)            |         | Reporte   | - 83' Borges    | Árbitro(s): Balázs Berke               | Árbitro(s): Balázs Berke |

| 7 de diciembre de 2021 | Paris Saint-Germain                      | 3:2 (0:2) | Club Brujas                       | Stade Georges Lefèvre, Saint-Germain-en-Laye, Francia |                                 |
| 14:00 (CET)            | - Simons 69' - Emery 73' - Odobert 90+4' | Reporte   | - 19' Servais - 44' (pen.) Engels | Árbitro(s): Kristoffer Karlsson                       | Árbitro(s): Kristoffer Karlsson |

### Grupo B
| Equipo          | Pts | PJ | PG | PE | PP | GF | GC | Dif |
| --------------- | --- | -- | -- | -- | -- | -- | -- | --- |
| Liverpool       | 11  | 6  | 3  | 2  | 1  | 9  | 4  | +5  |
| Atlético Madrid | 10  | 6  | 3  | 1  | 2  | 9  | 6  | +3  |
| Porto           | 10  | 6  | 3  | 1  | 2  | 8  | 9  | -1  |
| AC Milan        | 2   | 6  | 0  | 2  | 4  | 3  | 10 | -7  |

| 15 de septiembre de 2021 | Atlético Madrid | 1:2 (0:1) | Porto                      | Centro Deportivo Wanda, Alcalá de Henares, España |                           |
| 11:00 (CET)              | - El Jebari 56' | Reporte   | - 34' Abreu - 62' Pinheiro | Árbitro(s): Antti Munukka                         | Árbitro(s): Antti Munukka |

| 15 de septiembre de 2021 | Liverpool    | 1:0 (1:0) | AC Milan | The AXA Training Centre, Kirkby, Inglaterra |                         |
| 13:00 (CET)              | - Woltman 8' | Reporte   |          | Árbitro(s): Rohit Saggi                     | Árbitro(s): Rohit Saggi |

| 28 de septiembre de 2021 | AC Milan   | 1:1 (1:1) | Atlético Madrid | Centro Sportivo Vismara, Milán, Italia |                              |
| 13:30 (CET)              | - Gala 45' | Reporte   | - 22' El Jebari | Árbitro(s): Miroslav Zelinka           | Árbitro(s): Miroslav Zelinka |

| 28 de septiembre de 2021 | Porto       | 1:1 (0:0) | Liverpool        | Estadio Dr. Jorge Sampaio, Vila Nova de Gaia, Portugal |                             |
| 14:30 (CET)              | - Abreu 70' | Reporte   | - 80' Frauendorf | Árbitro(s): Jonathan Lardot                            | Árbitro(s): Jonathan Lardot |

| 19 de octubre de 2021 | Porto                                | 3:1 (1:0) | AC Milan     | Estadio Dr. Jorge Sampaio, Vila Nova de Gaia, Portugal |                                 |
| 15:30 (CET)           | - Sousa 44' - Candé 46' - Dabo 90+3' | Reporte   | - 66' Roback | Árbitro(s): Iwan Arwel Griffith                        | Árbitro(s): Iwan Arwel Griffith |

| 19 de octubre de 2021 | Atlético Madrid               | 2:0 (1:0) | Liverpool | Centro Deportivo Wanda, Alcalá de Henares, España |                             |
| 16:00 (CET)           | - Gismera 26' - El Jebari 70' | Reporte   |           | Árbitro(s): Ivaylo Stoyanov                       | Árbitro(s): Ivaylo Stoyanov |

| 3 de noviembre de 2021 | AC Milan | 0:1 (0:0) | Porto              | Centro Sportivo Vismara, Milán, Italia |                                   |
| 15:30 (CET)            |          | Reporte   | - 72' (pen.) Abreu | Árbitro(s): Trustin Farrugia Cann      | Árbitro(s): Trustin Farrugia Cann |

| 3 de noviembre de 2021 | Liverpool                   | 2:0 (0:0) | Atlético Madrid | The AXA Training Centre, Kirkby, Inglaterra |                            |
| 17:00 (CET)            | - Woltman 64' - Quansah 70' | Reporte   |                 | Árbitro(s): Mykola Balakin                  | Árbitro(s): Mykola Balakin |

| 24 de noviembre de 2021 | Atlético Madrid                                          | 3:0 (1:0) | AC Milan | Centro Deportivo Wanda, Alcalá de Henares, España |                               |
| 13:00 (CET)             | - Curras 21' (pen.) - Serrano 81' (pen.) - Gismera 90+1' | Reporte   |          | Árbitro(s): Alexandre Boucaut                     | Árbitro(s): Alexandre Boucaut |

| 24 de noviembre de 2021 | Liverpool                                                 | 4:0 (2:0) | Porto | The AXA Training Centre, Kirkby, Inglaterra |                               |
| 16:00 (CET)             | - Corness 5' - Maquieira 45+3' - Woltman 69' - Norris 90' | Reporte   |       | Árbitro(s): Mohammed Al-Hakim               | Árbitro(s): Mohammed Al-Hakim |

| 7 de diciembre de 2021 | AC Milan    | 1:1 (0:1) | Liverpool        | Centro Sportivo Vismara, Milán, Italia |                               |
| 15:30 (CET)            | - Nasti 78' | Reporte   | - 4' Musialowski | Árbitro(s): Vladimir Moskalev          | Árbitro(s): Vladimir Moskalev |

| 7 de diciembre de 2021 | Porto              | 1:2 (0:1) | Atlético Madrid           | Estadio Dr. Jorge Sampaio, Vila Nova de Gaia, Portugal |                        |
| 16:30 (CET)            | - Abreu 55' (pen.) | Reporte   | - 18' Kostis - 65' Martín | Árbitro(s): Rob Harvey                                 | Árbitro(s): Rob Harvey |

### Grupo C
| Equipo            | Pts | PJ | PG | PE | PP | GF | GC | Dif |
| ----------------- | --- | -- | -- | -- | -- | -- | -- | --- |
| Sporting          | 11  | 6  | 3  | 2  | 1  | 11 | 8  | +3  |
| Borussia Dortmund | 10  | 6  | 3  | 1  | 2  | 16 | 9  | +7  |
| Ajax              | 10  | 6  | 3  | 1  | 2  | 9  | 10 | -1  |
| Beşiktaş          | 3   | 6  | 1  | 0  | 5  | 8  | 17 | -9  |

| 15 de septiembre de 2021 | Sporting        | 1:1 (1:0) | Ajax         | Estadio Aurélio Pereira, Alcochete, Portugal |                             |
| 11:00 (CET)              | - Fernandes 10' | Reporte   | - 49' Jensen | Árbitro(s): Jonathan Lardot                  | Árbitro(s): Jonathan Lardot |

| 15 de septiembre de 2021 | Beşiktaş                        | 2:3 (1:2) | Borussia Dortmund                            | TFF Riva Facility, Estambul, Turquía |                               |
| 12:30 (CET)              | - Demir 24' (pen.) - Ilkhan 60' | Reporte   | - 16' Bamba - 33' (pen.) Fink - 85' Rijkhoff | Árbitro(s): Giorgi Kruashvili        | Árbitro(s): Giorgi Kruashvili |

| 28 de septiembre de 2021 | Ajax                                                | 3:1 (1:0) | Beşiktaş    | Sportpark De Toekomst, Ouder-Amstel, Países Bajos |                              |
| 13:30 (CET)              | - Hlynsson 35' - van Axel Dongen 55' - Misehouy 78' | Reporte   | - 81' Yağcı | Árbitro(s): Peter Kjaesgaard                      | Árbitro(s): Peter Kjaesgaard |

| 28 de septiembre de 2021 | Borussia Dortmund | 0:0     | Sporting | Dortmund Brackel Training, Dortmund, Alemania |                                   |
| 14:30 (CET)              |                   | Reporte |          | Árbitro(s): Manfredas Lukjančukas             | Árbitro(s): Manfredas Lukjančukas |

| 19 de octubre de 2021 | Beşiktaş      | 1:3 (0:1) | Sporting                                        | Necmi Kadıoğlu Stadium, Estambul, Turquía |                              |
| 13:30 (CET)           | - Delibaş 49' | Reporte   | - 40' Travassos - 60' (a.g.) Vardar - 86' Justo | Árbitro(s): Peter Kjaesgaard              | Árbitro(s): Peter Kjaesgaard |

| 19 de octubre de 2021 | Ajax        | 1:5 (1:3) | Borussia Dortmund                                 | Sportpark De Toekomst, Ouder-Amstel, Países Bajos |                                 |
| 14:00 (CET)           | - Banel 24' | Reporte   | - 18', 40' Fink - 33' Thaqi - 67', 69' Lütke-Frie | Árbitro(s): Kristoffer Karlsson                   | Árbitro(s): Kristoffer Karlsson |

| 3 de noviembre de 2021 | Borussia Dortmund | 0:1 (0:1) | Ajax            | Dortmund Brackel Training, Dortmund, Alemania |                            |
| 16:30 (CET)            |                   | Reporte   | - 16' Rasmussen | Árbitro(s): Michael Fabbri                    | Árbitro(s): Michael Fabbri |

| 3 de noviembre de 2021 | Sporting           | 1:2 (0:2) | Beşiktaş                | Estadio Aurélio Pereira, Alcochete, Portugal |                           |
| 17:00 (CET)            | - Cisse 56' (a.g.) | Reporte   | - 19' Yağcı - 20' Demir | Árbitro(s): Bojan Pandžić                    | Árbitro(s): Bojan Pandžić |

| 24 de noviembre de 2021 | Beşiktaş | 0:1 (0:1) | Ajax                         | Necmi Kadıoğlu Stadium, Estambul, Turquía |                           |
| 13:30 (CET)             |          | Reporte   | - 13' (pen.) Van Axel Dongen | Árbitro(s): Volen Chinkov                 | Árbitro(s): Volen Chinkov |

| 24 de noviembre de 2021 | Sporting                                  | 3:2 (1:1) | Borussia Dortmund                | Estadio Aurélio Pereira, Alcochete, Portugal |                               |
| 17:00 (CET)             | - Chermiti 26' - Menino 56' - Ribeiro 81' | Reporte   | - 22' Bynoe-Gittens - 90+3' Fink | Árbitro(s): José Luis Munuera                | Árbitro(s): José Luis Munuera |

| 7 de diciembre de 2021 | Ajax                              | 2:3 (2:1) | Sporting                                   | Sportpark De Toekomst, Ouder-Amstel, Países Bajos |                         |
| 15:30 (CET)            | - Van Axel Dongen 23' (pen.), 25' | Reporte   | - 42' Fernandes - 71' Chermiti - 87' Lamba | Árbitro(s): Espen Eskås                           | Árbitro(s): Espen Eskås |

| 7 de diciembre de 2021 | Borussia Dortmund                                            | 6:2 (3:1) | Beşiktaş                 | Dortmund Brackel Training, Dortmund, Alemania |                           |
| 16:30 (CET)            | - Rijkhoff 3', 46' - Bynoe-Gittens 5', 63' - Kamara 39', 79' | Reporte   | - 31' Yağcı - 55' Ilkhan | Árbitro(s): Denys Shurman                     | Árbitro(s): Denys Shurman |

### Grupo D
| Equipo           | Pts | PJ | PG | PE | PP | GF | GC | Dif |
| ---------------- | --- | -- | -- | -- | -- | -- | -- | --- |
| Real Madrid      | 13  | 6  | 4  | 1  | 1  | 11 | 6  | +5  |
| Internazionale   | 13  | 6  | 4  | 1  | 1  | 10 | 6  | +4  |
| Shakhtar Donetsk | 9   | 6  | 3  | 0  | 3  | 14 | 5  | +9  |
| Sheriff Tiraspol | 0   | 6  | 0  | 0  | 6  | 4  | 22 | -18 |

| 15 de septiembre de 2021 | Sheriff Tiraspol | 0:5 (0:1) | Shakhtar Donetsk                                                                              | Arena Malaya Sportivnaya, Tiraspol, Moldavia |                          |
| 10:00 (CET)              |                  | Reporte   | - 37' Veklenko - 56' Siheiev - 4' Honcharuk - 68' (pen.) Hlushchenko - 90+3' (pen.) Pohorilyi | Árbitro(s): Barbeno Luca                     | Árbitro(s): Barbeno Luca |

| 15 de septiembre de 2021 | Internazionale     | 1:1 (0:0) | Real Madrid | Stadio Ernesto Breda, Sesto San Giovanni, Italia |                            |
| 15:00 (CET)              | - Nunziatini 90+3' | Reporte   | - 70' Peter | Árbitro(s): Horatiu Fesnic                       | Árbitro(s): Horatiu Fesnic |

| 28 de septiembre de 2021 | Shakhtar Donetsk | 0:1 (0:1) | Internazionale | Bannikov Stadium, Kiev, Ucrania |                           |
| 11:00 (CET)              |                  | Reporte   | - 31' Casadei  | Árbitro(s): Juri Frischer       | Árbitro(s): Juri Frischer |

| 28 de septiembre de 2021 | Real Madrid                                            | 4:1 (1:0) | Sheriff Tiraspol    | Estadio Alfredo Di Stéfano, Madrid, España |                             |
| 15:00 (CET)              | - Villar 37' - Iglesias 51', 72' (pen.) - Guerrero 80' | Reporte   | - 47' (a.g.) Ferrer | Árbitro(s): Kári Á Høvdanum                | Árbitro(s): Kári Á Høvdanum |

| 19 de octubre de 2021 | Shakhtar Donetsk                            | 3:2 (3:2) | Real Madrid                   | Bannikov Stadium, Kiev, Ucrania |                               |
| 12:00 (CET)           | - Hlushchenko 32' - Siheiev 42' - Hulko 45' | Reporte   | - 10' Peter - 41' Ballesteros | Árbitro(s): Julian Weinberger   | Árbitro(s): Julian Weinberger |

| 19 de octubre de 2021 | Internazionale                      | 2:1 (0:0) | Sheriff Tiraspol | Youth Development Training Center, Milán, Italia |                             |
| 14:00 (CET)           | - Casadei 50' - Carmanov 67' (a.g.) | Reporte   | - 83' Pogreban   | Árbitro(s): Lukas Fähndrich                      | Árbitro(s): Lukas Fähndrich |

| 3 de noviembre de 2021 | Sheriff Tiraspol | 2:4 (1:2) | Internazionale                                   | Arena Malaya Sportivnaya, Tiraspol, Moldavia |                             |
| 12:00 (CET)            | - Forov 8', 76'  | Reporte   | - 36' Abiuso - 40' Fabbian - 62', 81' Peschetola | Árbitro(s): Miloš Milanović                  | Árbitro(s): Miloš Milanović |

| 3 de noviembre de 2021 | Real Madrid  | 1:0 (0:0) | Shakhtar Donetsk | Estadio Alfredo Di Stéfano, Madrid, España |                              |
| 15:00 (CET)            | - Aranda 58' | Reporte   |                  | Árbitro(s): Donald Robertson               | Árbitro(s): Donald Robertson |

| 24 de noviembre de 2021 | Sheriff Tiraspol | 0:1 (0:0) | Real Madrid    | Arena Malaya Sportivnaya, Tiraspol, Moldavia |                           |
| 12:00 (CET)             |                  | Reporte   | - 75' Iglesias | Árbitro(s): Gal Leibovitz                    | Árbitro(s): Gal Leibovitz |

| 24 de noviembre de 2021 | Internazionale  | 1:0 (1:0) | Shakhtar Donetsk | Stadio Ernesto Breda, Sesto San Giovanni, Italia |                            |
| 15:00 (CET)             | - Peschetola 4' | Reporte   |                  | Árbitro(s): Peter Kralović                       | Árbitro(s): Peter Kralović |

| 7 de diciembre de 2021 | Shakhtar Donetsk                                                                                       | 6:0 (3:0) | Sheriff Tiraspol | Bannikov Stadium, Kiev, Ucrania |                            |
| 12:00 (CET)            | - Bako 6' - Pohorilyi 39' (pen.) - Hlushchenko 43' - Yushchenko 80' - Honcharuk 85' (pen.) - Hulko 87' | Reporte   |                  | Árbitro(s): Haris Kaljanac      | Árbitro(s): Haris Kaljanac |

| 7 de diciembre de 2021 | Real Madrid                       | 2:1 (1:0) | Internazionale | Estadio Alfredo Di Stéfano, Madrid, España |                             |
| 17:00 (CET)            | - González 7' (pen.) - Aranda 72' | Reporte   | - 54' Abiuso   | Árbitro(s): Erik Lambrechts                | Árbitro(s): Erik Lambrechts |

### Grupo E
| Equipo        | Pts | PJ | PG | PE | PP | GF | GC | Dif |
| ------------- | --- | -- | -- | -- | -- | -- | -- | --- |
| Benfica       | 15  | 6  | 5  | 0  | 1  | 14 | 4  | +10 |
| Dinamo Kiev   | 13  | 6  | 4  | 1  | 1  | 14 | 3  | +11 |
| Barcelona     | 4   | 6  | 1  | 1  | 4  | 5  | 14 | -9  |
| Bayern Múnich | 3   | 6  | 1  | 0  | 5  | 4  | 16 | -12 |

| 14 de septiembre de 2021 | Dinamo Kiev                                               | 4:0 (1:0) | Benfica | Estadio Lobanovsky Dynamo, Kiev, Ucrania |                             |
| 13:00 (CET)              | - Bol 8' - Brazhko 65' (pen.) - Voloshyn 79' - Diallo 80' | Reporte   |         | Árbitro(s): Dumitri Muntean              | Árbitro(s): Dumitri Muntean |

| 14 de septiembre de 2021 | Barcelona               | 2:0 (1:0) | Bayern Múnich | Estadio Johan Cruyff, Sant Joan Despí, España |                         |
| 14:00 (CET)              | - Luzzi 24' - Casas 64' | Reporte   |               | Árbitro(s): David Coote                       | Árbitro(s): David Coote |

| 29 de septiembre de 2021 | Bayern Múnich | 0:4 (0:1) | Dinamo Kiev                                     | FC Bayern Campus, Múnich, Alemania |                                   |
| 14:00 (CET)              |               | Reporte   | - 33', 57' Diallo - 59' Voloshyn - 85' Skrypnyk | Árbitro(s): Trustin Farrugia Cann  | Árbitro(s): Trustin Farrugia Cann |

| 29 de septiembre de 2021 | Benfica                                      | 4:0 (1:0) | Barcelona | Benfica Campus, Seixal, Portugal  |                                   |
| 14:00 (CET)              | - Resende 45+1', 56' - N'Dour 49' - Neto 68' | Reporte   |           | Árbitro(s): Anastasios Papapetrou | Árbitro(s): Anastasios Papapetrou |

| 20 de octubre de 2021 | Barcelona | 0:0     | Dinamo Kiev | Estadio Johan Cruyff, Sant Joan Despí, España |                               |
| 13:00 (CET)           |           | Reporte |             | Árbitro(s): Alexandre Boucaut                 | Árbitro(s): Alexandre Boucaut |

| 20 de octubre de 2021 | Benfica                                            | 4:0 (3:0) | Bayern Múnich | Benfica Campus, Seixal, Portugal |                            |
| 15:00 (CET)           | - Santos 4' - N'Dour 32' - Moreira 34' - Neves 72' | Reporte   |               | Árbitro(s): Kai Erik Steen       | Árbitro(s): Kai Erik Steen |

| 2 de noviembre de 2021 | Dinamo Kiev                                  | 4:1 (2:1) | Barcelona     | Estadio Lobanovsky Dynamo, Kiev, Ucrania |                          |
| 15:00 (CET)            | - Diallo 2', 83' - Popov 45+1' - Diachuk 66' | Reporte   | - 37' Fuentes | Árbitro(s): Duje Strukan                 | Árbitro(s): Duje Strukan |

| 2 de noviembre de 2021 | Bayern Múnich | 0:2 (0:2) | Benfica                     | FC Bayern Campus, Múnich, Alemania |                                |
| 16:00 (CET)            |               | Reporte   | - 6' Rodrigues - 12' Semedo | Árbitro(s): Abdulkadir Bitigen     | Árbitro(s): Abdulkadir Bitigen |

| 23 de noviembre de 2021 | Dinamo Kiev                      | 2:1 (1:0) | Bayern Múnich   | Estadio Lobanovsky Dynamo, Kiev, Ucrania |                       |
| 15:00 (CET)             | - Yatsyk 7' - Brazhko 69' (pen.) | Reporte   | - 90+1' Dibrani | Árbitro(s): Ion Orlic                    | Árbitro(s): Ion Orlic |

| 23 de noviembre de 2021 | Barcelona | 0:3 (0:2) | Benfica                                       | Estadio Johan Cruyff, Sant Joan Despí, España |                             |
| 16:00 (CET)             |           | Reporte   | - 30' Neto - 45+5' (pen.) Araújo - 64' Santos | Árbitro(s): Jérémie Pignard                   | Árbitro(s): Jérémie Pignard |

| 8 de diciembre de 2021 | Benfica      | 1:0 (1:0) | Dinamo Kiev | Benfica Campus, Seixal, Portugal |                         |
| 13:00 (CET)            | - Semedo 44' | Reporte   |             | Árbitro(s): Ádám Farkas          | Árbitro(s): Ádám Farkas |

| 8 de diciembre de 2021 | Bayern Múnich                    | 3:2 (2:2) | Barcelona                 | FC Bayern Campus, Múnich, Alemania |                       |
| 16:00 (CET)            | - Janitzek 21' - Motika 41', 50' | Reporte   | - 1' Garrido - 9' Barberá | Árbitro(s): Dario Bel              | Árbitro(s): Dario Bel |

### Grupo F
| Equipo            | Pts | PJ | PG | PE | PP | GF | GC | Dif |
| ----------------- | --- | -- | -- | -- | -- | -- | -- | --- |
| Manchester United | 15  | 6  | 5  | 0  | 1  | 12 | 9  | +3  |
| Villarreal CF     | 11  | 6  | 3  | 2  | 1  | 15 | 9  | +6  |
| Atalanta          | 7   | 6  | 2  | 1  | 3  | 11 | 12 | -1  |
| Young Boys        | 1   | 6  | 0  | 1  | 5  | 7  | 15 | -8  |

| 14 de septiembre de 2021 | Young Boys | 0:1 (0:1) | Manchester United | Sportplatz Wyler, Berna, Suiza         |                                        |
| 13:00 (CET)              |            | Reporte   | - 14' Shoretire   | Árbitro(s): Aristotelis Diamantopoulos | Árbitro(s): Aristotelis Diamantopoulos |

| 14 de septiembre de 2021 | Villarreal CF               | 2:0 (1:0) | Atalanta | Ciudad Deportiva, Castellón de la Plana, España |                             |
| 15:00 (CET)              | - Pacheco 7' - García 90+1' | Reporte   |          | Árbitro(s): Ivaylo Stoyanov                     | Árbitro(s): Ivaylo Stoyanov |

| 29 de septiembre de 2021 | Atalanta                             | 3:0 (2:0) | Young Boys | Centro Sportivo Bortolotti, Bérgamo, Italia |                         |
| 12:00 (CET)              | - Oliveri 20' - Omar 41' - Lozza 55' | Reporte   |            | Árbitro(s): Enea Jorgji                     | Árbitro(s): Enea Jorgji |

| 29 de septiembre de 2021 | Manchester United | 1:4 (0:4) | Villarreal CF                                            | Leigh Sports Village, Huddersfield, Inglaterra |                                |
| 12:00 (CET)              | - Fernández 72'   | Reporte   | - 5' Torrents - 22' Pascual - 28' Marlone - 45+2' Alonso | Árbitro(s): Thorvaldur Árnason                 | Árbitro(s): Thorvaldur Árnason |

| 20 de octubre de 2021 | Manchester United                                    | 4:2 (3:1) | Atalanta                       | Leigh Sports Village, Huddersfield, Inglaterra |                         |
| 14:00(CET)            | - Iqbal 22' - Hugill 24' - Garnacho 30' - Forson 63' | Reporte   | - 20' Panada - 90+3' De Nipoti | Árbitro(s): Filip Glova                        | Árbitro(s): Filip Glova |

| 20 de octubre de 2021 | Young Boys     | 1:3 (1:1) | Villarreal CF                               | Sportplatz Wyler, Berna, Suiza |                              |
| 15:00 (CET)           | - Amenda 45+2' | Reporte   | - 19' Medina - 67' Marlone - 90+3' Hinojosa | Árbitro(s): Joonas Jaanovits   | Árbitro(s): Joonas Jaanovits |

| 2 de noviembre de 2021 | Atalanta             | 1:2 (1:2) | Manchester United           | Centro Sportivo Bortolotti, Bérgamo, Italia |                                           |
| 15:00 (CET)            | - Renault 37' (pen.) | Reporte   | - 8' Shoretire - 23' Elanga | Árbitro(s): Mads-Kristoffer Kristoffersen   | Árbitro(s): Mads-Kristoffer Kristoffersen |

| 2 de noviembre de 2021 | Villarreal CF                                     | 3:3 (1:1) | Young Boys                                      | Ciudad Deportiva, Castellón de la Plana, España |                              |
| 18:00 (CET)            | - Jiménez 13' (pen.) - Pacheco 59' - Torrents 62' | Reporte   | - 23' Appiah - 61' De Donno - 84' (pen.) Amenda | Árbitro(s): Andrei Chivulete                    | Árbitro(s): Andrei Chivulete |

| 23 de noviembre de 2021 | Young Boys                 | 2:3 (1:1) | Atalanta                             | Sportplatz Wyler, Berna, Suiza |                           |
| 15:00 (CET)             | - Berisha 25' - Appiah 51' | Reporte   | - 37', 55' (pen.) Sidibe - 83' Lozza | Árbitro(s): Jason Barcelo      | Árbitro(s): Jason Barcelo |

| 23 de noviembre de 2021 | Villarreal CF | 1:2 (1:0) | Manchester United          | Ciudad Deportiva, Castellón de la Plana, España |                            |
| 16:00 (CET)             | - Jiménez 34' | Reporte   | - 62' McNeill - 85' Mather | Árbitro(s): Vitor Ferreira                      | Árbitro(s): Vitor Ferreira |

| 8 de diciembre de 2021 | Atalanta                         | 2:2 (1:0) | Villarreal CF                | Centro Sportivo Bortolotti, Bérgamo, Italia |                                |
| 14:00 (CET)            | - Renault 15' (pen.) - Fisic 46' | Reporte   | - 75' Torrents - 84' Pacheco | Árbitro(s): Yasar Kemal Ugurlu              | Árbitro(s): Yasar Kemal Ugurlu |

| 8 de diciembre de 2021 | Manchester United            | 2:1 (1:0) | Young Boys            | Leigh Sports Village, Huddersfield, Inglaterra |                               |
| 16:00 (CET)            | - Garnacho 41' - McNeill 80' | Reporte   | - 58' (pen.) De Donno | Árbitro(s): Mohammed Al-emara                  | Árbitro(s): Mohammed Al-emara |

### Grupo G
| Equipo            | Pts | PJ | PG | PE | PP | GF | GC | Dif |
| ----------------- | --- | -- | -- | -- | -- | -- | -- | --- |
| Red Bull Salzburg | 12  | 6  | 4  | 0  | 2  | 10 | 5  | +5  |
| Sevilla           | 11  | 6  | 3  | 2  | 1  | 8  | 3  | +5  |
| Lille OSC         | 10  | 6  | 3  | 1  | 2  | 7  | 6  | +1  |
| VfL Wolfsburgo    | 1   | 6  | 0  | 1  | 5  | 2  | 13 | -11 |

| 14 de septiembre de 2021 | Sevilla                         | 2:0 (2:0) | Red Bull Salzburg | Estadio Jesús Navas, Sevilla, España |                            |
| 10:30 (CET)              | - Fernández 35' - Zarzana 45+1' | Reporte   |                   | Árbitro(s): Peter Kralović           | Árbitro(s): Peter Kralović |

| 14 de septiembre de 2021 | Lille OSC       | 2:0 (1:0) | VfL Wolfsburgo | Domaine de Luchin, Camphin-en-Pévèle, Francia |                        |
| 13:00 (CET)              | - Bica 24', 90' | Reporte   |                | Árbitro(s): Igor Pajac                        | Árbitro(s): Igor Pajac |

| 29 de septiembre de 2021 | Red Bull Salzburg                    | 3:1 (1:0) | Lille OSC  | Stadion Grödig, Grödig, Austria |                               |
| 13:00 (CET)              | - Simic 32' (pen.), 49' - Kameri 65' | Reporte   | - 89' Said | Árbitro(s): Mohammed Al-Hakim   | Árbitro(s): Mohammed Al-Hakim |

| 29 de septiembre de 2021 | VfL Wolfsburgo | 1:1 (1:0) | Sevilla         | AOK Stadion, Wolfsburgo, Alemania |                          |
| 15:00 (CET)              | - Ambros 27'   | Reporte   | - 65' Fernández | Árbitro(s): Urs Schnyder          | Árbitro(s): Urs Schnyder |

| 20 de octubre de 2021 | Lille OSC | 0:3 (0:2) | Sevilla                                        | Domaine de Luchin, Camphin-en-Pévèle, Francia |                              |
| 14:00 (CET)           |           | Reporte   | - 22' Benavides - 43' Fernández - 90+2' Juanlu | Árbitro(s): Jørgen Burchardt                  | Árbitro(s): Jørgen Burchardt |

| 20 de octubre de 2021 | Red Bull Salzburg                             | 3:0 (1:0) | VfL Wolfsburgo | Stadion Grödig, Grödig, Austria |                             |
| 14:00 (CET)           | - Omoregie 37' - Owusu 81' - Meier 88' (a.g.) | Reporte   |                | Árbitro(s): Ondrej Pechanec     | Árbitro(s): Ondrej Pechanec |

| 2 de noviembre de 2021 | VfL Wolfsburgo | 1:2 (0:1) | Red Bull Salzburg           | AOK Stadion, Wolfsburgo, Alemania |                         |
| 15:00 (CET)            | - Busch 54'    | Reporte   | - 8' Wallner - 90+4' Baidoo | Árbitro(s): Espen Eskås           | Árbitro(s): Espen Eskås |

| 2 de noviembre de 2021 | Sevilla | 0:0     | Lille OSC | Estadio Jesús Navas, Sevilla, España |                            |
| 17:00 (CET)            |         | Reporte |           | Árbitro(s): Vitor Ferreira           | Árbitro(s): Vitor Ferreira |

| 23 de noviembre de 2021 | Lille OSC                   | 1:0 (0:0) | Red Bull Salzburg | Domaine de Luchin, Camphin-en-Pévèle, Francia |                           |
| 15:30 (CET)             | - Mpembele Boula 78' (pen.) | Reporte   |                   | Árbitro(s): Antti Munukka                     | Árbitro(s): Antti Munukka |

| 23 de noviembre de 2021 | Sevilla                        | 2:0(1:0) | VfL Wolfsburgo | Estadio Jesús Navas, Sevilla, España |                           |
| 17:00 (CET)             | - Gallardo 15' - Benavides 88' | Reporte  |                | Árbitro(s): Alain Durieux            | Árbitro(s): Alain Durieux |

| 8 de diciembre de 2021 | VfL Wolfsburgo | 0:3 (0:1) | Lille OSC                                     | AOK Stadion, Wolfsburgo, Alemania |                          |
| 17:00 (CET)            |                | Reporte   | - 1' Mpembele Boula - 62' Bica - 90+3' Auvray | Árbitro(s): Juxhin Xhaja          | Árbitro(s): Juxhin Xhaja |

| 8 de diciembre de 2021 | Red Bull Salzburg         | 2:0 (0:0) | Sevilla | Stadion Grödig, Grödig, Austria     |                                     |
| 17:00 (CET)            | - Major 74' - Simic 90+1' | Reporte   |         | Árbitro(s): Vilhjalmur Thorarinsson | Árbitro(s): Vilhjalmur Thorarinsson |

### Grupo H
| Equipo                   | Pts | PJ | PG | PE | PP | GF | GC | Dif |
| ------------------------ | --- | -- | -- | -- | -- | -- | -- | --- |
| Juventus                 | 16  | 6  | 5  | 1  | 0  | 18 | 7  | +11 |
| Chelsea                  | 10  | 6  | 3  | 1  | 2  | 15 | 10 | +5  |
| Zenit de San Petersburgo | 7   | 6  | 2  | 1  | 3  | 10 | 13 | -3  |
| Malmö                    | 1   | 6  | 0  | 1  | 5  | 8  | 21 | -13 |

| 14 de septiembre de 2021 | Chelsea                                            | 3:1 (0:1) | Zenit de San Petersburgo | Cobham Training Centre, Surrey, Inglaterra |                          |
| 13:00 (CET)              | - Webster 53' - Vale 69' (pen.) - Soonsup-Bell 72' | Reporte   | - 34' Kim                | Árbitro(s): Rob Hennessy                   | Árbitro(s): Rob Hennessy |

| 14 de septiembre de 2021 | Malmö                      | 2:2 (1:2) | Juventus                 | Malmö IP, Malmö, Suecia         |                                 |
| 14:00 (CET)              | - Widell 10' - Lindman 71' | Reporte   | - 6' Chibozo - 22' Turco | Árbitro(s): Iwan Arwel Griffith | Árbitro(s): Iwan Arwel Griffith |

| 29 de septiembre de 2021 | Zenit de San Petersburgo                              | 3:2 (1:1) | Malmö                           | Smena Stadium, San Petersburgo, Rusia |                           |
| 10:00 (CET)              | - Mikhailovskii 43' - Rodionov 79' - Zigangirov 90+1' | Reporte   | - 11' Björkqvist - 89' Bjerkebo | Árbitro(s): Artyom Kuchin             | Árbitro(s): Artyom Kuchin |

| 29 de septiembre de 2021 | Juventus                                | 3:1 (2:0) | Chelsea       | Juventus Center, Vinovo, Italia |                              |
| 15:00 (CET)              | - Soulè 27' - Mulazzi 45' - Galante 89' | Reporte   | - 74' Wareham | Árbitro(s): Antonio Carvalho    | Árbitro(s): Antonio Carvalho |

| 20 de octubre de 2021 | Chelsea                                               | 4:2 (0:1) | Malmö              | Kingsmeadow, Kingston upon Thames, Inglaterra |                             |
| 13:00 (CET)           | - Rankine 61' - Simons 69' - Fiabema 77' - Thomas 89' | Reporte   | - 6', 58' Bjerkebo | Árbitro(s): Kári Á Høvdanum                   | Árbitro(s): Kári Á Høvdanum |

| 20 de octubre de 2021 | Zenit de San Petersburgo | 0:2 (0:1) | Juventus                 | Smena Stadium, San Petersburgo, Rusia |                             |
| 13:00 (CET)           |                          | Reporte   | - 2' Mulazzi - 68' Turco | Árbitro(s): Amine Kourgheli           | Árbitro(s): Amine Kourgheli |

| 2 de noviembre de 2021 | Malmö | 0:5 (0:2) | Chelsea                                                     | Malmö IP, Malmö, Suecia       |                               |
| 14:00 (CET)            |       | Reporte   | - 40', 44' Fiabema - 58' Hall - 76' Gilchrist - 90' Webster | Árbitro(s): Julian Weinberger | Árbitro(s): Julian Weinberger |

| 2 de noviembre de 2021 | Juventus                                                               | 4:2 (3:0) | Zenit de San Petersburgo           | Juventus Center, Vinovo, Italia |                         |
| 16:00 (CET)            | - Iling-Junior 16' (pen.) - Mulazzi 31' - Chibozo 44' - Strijdonck 84' | Reporte   | - 61' Belokhonov - 87' Khvastukhin | Árbitro(s): Enea Jorgji         | Árbitro(s): Enea Jorgji |

| 23 de noviembre de 2021 | Chelsea     | 1:3 (0:3) | Juventus                                    | Kingsmeadow, Kingston upon Thames, Inglaterra |                         |
| 14:00 (CET)             | - Haigh 90' | Reporte   | - 1' Soulè - 31' (pen.) Miretti - 44' Turco | Árbitro(s): Ádám Farkas                       | Árbitro(s): Ádám Farkas |

| 23 de noviembre de 2021 | Malmö               | 1:3 (0:0) | Zenit de San Petersburgo                               | Malmö IP, Malmö, Suecia      |                              |
| 16:00 (CET)             | - Karlin 78' (pen.) | Reporte   | - 60' Sandrachuk - 66' Mikhailovskii - 87' Khvastukhin | Árbitro(s): Joonas Jaanovits | Árbitro(s): Joonas Jaanovits |

| 8 de diciembre de 2021 | Zenit de San Petersburgo | 1:1 (0:0) | Chelsea         | Smena Stadium, San Petersburgo, Rusia |                             |
| 11:00 (CET)            | - Kim 66'                | Reporte   | - 50' Gilchrist | Árbitro(s): Dumitri Muntean           | Árbitro(s): Dumitri Muntean |

| 8 de diciembre de 2021 | Juventus                                         | 4:1 (2:0) | Malmö          | Juventus Center, Vinovo, Italia |                           |
| 16:00 (CET)            | - Cerri 20', 59' - Mbangula 30' - Doratiotto 78' | Reporte   | - 71' Bjerkebo | Árbitro(s): Novak Simović       | Árbitro(s): Novak Simović |

## Ruta de los Campeones Nacionales

### Primera ronda

#### Pogoń Szczecin vs Deportivo La Coruña
| 29 de septiembre de 2021 | Pogoń Szczecin                               | 3:0 (2:0) | Deportivo La Coruña | Estadio Florian Krygier, Szczecin, Polonia |                                |
| 17:00 (CET)              | - Fornalczyk 39' - Bąk 45+3' - Grzelka 90+2' | Reporte   |                     | Árbitro(s): Christopher Jaeger             | Árbitro(s): Christopher Jaeger |

| 20 de octubre de 2021 | Deportivo La Coruña                                              | 4:0 (3:0) (Global 4:3) | Pogoń Szczecin | Estadio de Riazor, La Coruña, España |                                |
| 20:00 (CET)           | - Białczyk 11' (a.g.) - Guerra 28' - Nájera 36' - Baldomar 90+1' | Reporte                |                | Árbitro(s): Bram Van Driessche       | Árbitro(s): Bram Van Driessche |

#### MTK Budapest vs Sparta de Praga
| 29 de septiembre de 2021 | MTK Budapest                   | 3:1 (2:1) | Sparta Praga  | Estadio Nándor Hidegkuti, Budapest, Hungría |                             |
| 15:00 (CET)              | - Vasvári 5' - Vancsa 25', 46' | Reporte   | - 20' Šilhart | Árbitro(s): Nicolas Laforge                 | Árbitro(s): Nicolas Laforge |

| 20 de octubre de 2021 | Sparta Praga                                 | 3:3 (1:1) (Global 4:6) | MTK Budapest                        | FK Viktoria Stadion, Praga, República Checa |                          |
| 14:00 (CET)           | - Sejk 25' (pen.) - Kaštánek 50' - Vydra 80' | Reporte                | - 45', 76' Vancsa - 89' Georgievski | Árbitro(s): Luka Bilbija                    | Árbitro(s): Luka Bilbija |

#### PAOK vs Žilina
| 29 de septiembre de 2021 | PAOK        | 1:5 (1:2) | Žilina                                              | Estadio Kaftanzoglio, Salónica, Grecia |                        |
| 17:00 (CET)              | - Varela 6' | Reporte   | - 27', 90+1' Kaprálik - 45' Sauer - 50', 63' Jambor | Árbitro(s): Fedayi San                 | Árbitro(s): Fedayi San |

| 20 de octubre de 2021 | Žilina                  | 2:0 (0:0) (Global 7:1) | PAOK | Štadión pod Dubňom, Žilina, Eslovaquia |                                |
| 16:30 (CET)           | - Addo 75' - Jambor 78' | Reporte                |      | Árbitro(s): Dzmitry Dzmitryieu         | Árbitro(s): Dzmitry Dzmitryieu |

#### Shkëndija vs Hajduk Split
| 30 de septiembre de 2021 | Shkëndija | 0:2 (0:1) | Hajduk Split    | Petar Miloševski Training Centre, Skopie, Macedonia del Norte |                          |
| 13:00 (CET)              |           | Reporte   | - 29', 56' Čuić | Árbitro(s): Nikola Popov                                      | Árbitro(s): Nikola Popov |

| 20 de octubre de 2021 | Hajduk Split                              | 3:1 (2:1) (Global 5:1) | Shkëndija   | Estadio Poljud, Split, Croacia        |                                       |
| 17:00 (CET)           | - Antunović 31' - Čuić 40' - Brkljača 80' | Reporte                | - 29' Hamza | Árbitro(s): Christian-Petru Ciochirca | Árbitro(s): Christian-Petru Ciochirca |

#### Daugavpils vs FC Minsk
| 29 de septiembre de 2021 | Daugavpils | 0:4 (0:2) | FC Minsk                                             | Slokas Stadium, Jūrmala, Letonia |                             |
| 12:00 (CET)              |            | Reporte   | - 27', 58' Dusheuski - 34' Kasarab - 68' Malashevich | Árbitro(s): Ondrej Pechanec      | Árbitro(s): Ondrej Pechanec |

| 20 de octubre de 2021 | FC Minsk                            | 2:0 (1:0) (Global 6:0) | Daugavpils | Estadio FC Minsk, Minsk, Bielorrusia |                               |
| 13:00 (CET)           | - Šaraņins 21' (a.g.) - Ivashyn 89' | Reporte                |            | Árbitro(s): Henrik Nalbandyan        | Árbitro(s): Henrik Nalbandyan |

#### APOEL vs Kairat
| 29 de septiembre de 2021 | APOEL         | 1:1 (1:1) | Kairat      | AEK Arena, Lárnaca, Chipre   |                              |
| 14:00 (CET)              | - Satsias 13' | Reporte   | - 5' Omatay | Árbitro(s): Dejan Jakimovksi | Árbitro(s): Dejan Jakimovksi |

| 20 de octubre de 2021 | Kairat      | 1:0 (1:0) (Global 2:1) | APOEL | Estadio Central (Almatý), Almaty, Kazajistán |                              |
| 13:00 (CET)           | - Omatay 4' | Reporte                |       | Árbitro(s): Veaceslav Banari                 | Árbitro(s): Veaceslav Banari |

#### Žalgiris vs Maccabi Haifa
| 29 de septiembre de 2021 | Žalgiris | 0:3 (0:1) | Maccabi Haifa                     | Estadio LFF, Vilna, Lituania |                           |
| 17:00 (CET)              |          | Reporte   | - 5' Laish - 62' Zaga - 86' Razon | Árbitro(s): Luis Teixeira    | Árbitro(s): Luis Teixeira |

| 20 de octubre de 2021 | Maccabi Haifa               | 2:0 (1:0) (Global 5:0) | Žalgiris | Estadio de Netanya, Netanya, Israel |                               |
| 16:00 (CET)           | - Colley 38' - Elmichly 87' | Reporte                |          | Árbitro(s): Emmanouil Skoulas       | Árbitro(s): Emmanouil Skoulas |

#### 1. FC Köln vs Genk
| 29 de septiembre de 2021 | 1. FC Köln                  | 2:4 (1:3) | Genk                                         | Franz-Kremer-Stadion, Colonia, Alemania |                         |
| 17:00 (CET)              | - Schmid 5' - Schwirten 46' | Reporte   | - 36' Diawara - 43', 45+2' John - 58' Németh | Árbitro(s): Mario Zebec                 | Árbitro(s): Mario Zebec |

| 19 de octubre de 2021 | Genk                                         | 3:1 (1:1) (Global 7:3) | 1. FC Köln     | Luminus Arena, Genk, Bélgica   |                                |
| 18:00 (CET)           | - Abid 14' - Oyen 60' - Geusens 90+6' (pen.) | Reporte                | - 8' Schwirten | Árbitro(s): Robert Ian Jenkins | Árbitro(s): Robert Ian Jenkins |

#### Septemvri Sofia vs Akademia e Futbollit
| 29 de septiembre de 2021 | Septemvri Sofia                                   | 3:0 (2:0) | Akademia e Futbollit | Estadio Ovcha Kupel, Sofía, Bulgaria |                           |
| 15:00 (CET)              | - Stoichkov 44' - Avramov 45+1' - Aleksandrov 80' | Reporte   |                      | Árbitro(s): Ferenc Karakó            | Árbitro(s): Ferenc Karakó |

| 19 de octubre de 2021 | Akademia e Futbollit | 1:1 (1:0) (Global 1:4) | Septemvri Sofia  | Elbasan Arena, Elbasan, Albania |                              |
| 14:30 (CET)           | - Halilaj 45+2'      | Reporte                | - 90+1' Stoychev | Árbitro(s): Igor Stojchevski    | Árbitro(s): Igor Stojchevski |

#### Zvijezda 09 vs Trabzonspor
| 29 de septiembre de 2021 | Zvijezda 09 | 0:1 (0:1) | Trabzonspor | Ugljevik City Stadium, Ugljevik, Bosnia y Herzegovina |                            |
| 14:00 (CET)              |             | Reporte   | - 45' Tuğ   | Árbitro(s): Jasmin Sabotic                            | Árbitro(s): Jasmin Sabotic |

| 20 de octubre de 2021 | Trabzonspor                      | 2:0 (0:0) (Global 3:0) | Zvijezda 09 | Yavuz Selim Stadium, Trebisonda, Turquía |                            |
| 13:00 (CET)           | - Sağlam 54' - Cebeci 70' (pen.) | Reporte                |             | Árbitro(s): Georgi Davidov               | Árbitro(s): Georgi Davidov |

#### Domžale vs Empoli
| 29 de septiembre de 2021 | Domžale     | 1:2 (1:1) | Empoli                    | Domžale Sports Park, Domžale, Eslovenia |                             |
| 18:00 (CET)              | - Černe 28' | Reporte   | - 8' Ekong - 75' Baldanzi | Árbitro(s): Milos Milanovic             | Árbitro(s): Milos Milanovic |

| 20 de octubre de 2021 | Empoli          | 1:1 (1:1) (Global 3:2) | Domžale    | Estadio Carlo Castellani, Empoli, Italia |                         |
| 19:00 (CET)           | - Asllani 45+2' | Reporte                | - 18' Perc | Árbitro(s): Gergo Bogár                  | Árbitro(s): Gergo Bogár |

#### Qäbälä vs AZ
| 29 de septiembre de 2021 | Qäbälä | 0:4 (0:1) | AZ                                          | Qabala City Stadium, Qabala, Azerbaiyán |                                |
| 14:00 (CET)              |        | Reporte   | - 15', 59' Koster - 54' Schouten - 78' Daal | Árbitro(s): Viktor Kopiievskyi          | Árbitro(s): Viktor Kopiievskyi |

| 19 de octubre de 2021 | AZ                                                                                               | 7:0 (4:0) (Global 11:0) | Qäbälä | AZ Training Centre, Wijdewormer, Países Bajos |                       |
| 17:00 (CET)           | - Koster 4', 36' - De Jong 17' - Madatov 43' (a.g.) - Van Aken 60' - Kerssens 63' - Meerdink 72' | Reporte                 |        | Árbitro(s): Dario Bel                         | Árbitro(s): Dario Bel |

#### Miercurea Ciuc vs Angers
| 29 de septiembre de 2021 | Miercurea Ciuc | 0:2 (0:1) | Angers                          | Stadionul Municipal, Miercurea Ciuc, Rumania |                             |
| 16:00 (CET)              |                | Reporte   | - 17' Boma - 90' (a.g.) Gergely | Árbitro(s): Eldorjan Hamiti                  | Árbitro(s): Eldorjan Hamiti |

| 20 de octubre de 2021 | Angers                         | 3:0 (0:0) (Global 5:0) | Miercurea Ciuc | Stade Raymond Kopa, Angers, Francia |                               |
| 18:00 (CET)           | - Lgharbi 56' - Nadje 61', 83' | Reporte                |                | Árbitro(s): Nikolas Neokleous       | Árbitro(s): Nikolas Neokleous |

#### Rangers vs Hammarby
| 28 de septiembre de 2021 | Rangers                         | 3:0 (1:0) | Hammarby | Dumbarton Football Stadium, Dumbarton, Escocia |                                        |
| 19:30 (CET)              | - Ure 11' - McCausland 65', 81' | Reporte   |          | Árbitro(s): Aristotelis Diamantopoulos         | Árbitro(s): Aristotelis Diamantopoulos |

| 20 de octubre de 2021 | Hammarby       | 1:2 (0:0) (Global 1:5) | Rangers                      | Avicii Arena, Estocolmo, Suecia |                                |
| 14:00 (CET)           | - Axelsson 80' | Reporte                | - 66' Ure - 90+6' McCausland | Árbitro(s): Kristoffer Hagenes  | Árbitro(s): Kristoffer Hagenes |

#### Rosenborg vs Midtjylland
| 30 de septiembre de 2021 | Rosenborg                   | 2:4 (1:1) | Midtjylland                                        | Lerkendal Stadion, Trondheim, Noruega |                              |
| 17:00 (CET)              | - Holden 23' - Brostrøm 90' | Reporte   | - 22' Fraulo - 46' Hansen - 54' Simsir - 65' Texel | Árbitro(s): Thomas Gary Owen          | Árbitro(s): Thomas Gary Owen |

| 19 de octubre de 2021 | Midtjylland                                                                                | 10:1 (3:1) (Global 14:3) | Rosenborg | Ikast Stadium, Ikast, Dinamarca |                           |
| 15:30 (CET)           | - Hansen 10' - Fraulo 25', 47', 53' - Simsir 45+1', 71', 80' - Hansen 50' - Bagou 75', 89' | Reporte                  | - 34' Vik | Árbitro(s): Keith Kennedy       | Árbitro(s): Keith Kennedy |

#### St Patrick's Athletic vs Estrella Roja
| 29 de septiembre de 2021 | St Patrick's Athletic | 1:2 (0:2) | Estrella Roja       | Richmond Park, Dublín, Irlanda     |                                    |
| 19:45 (CET)              | - McCormack 90+2'     | Reporte   | - 3', 45+4' Lazetić | Árbitro(s): Ivar Orri Kristjansson | Árbitro(s): Ivar Orri Kristjansson |

| 20 de octubre de 2021 | Estrella Roja                 | 2:0 (1:0) (Global 4:1) | St Patrick's Athletic | Čukarički Stadium, Belgrado, Serbia |                                   |
| 17:00 (CET)           | - Leković 12' - Milosavić 80' | Reporte                |                       | Árbitro(s): Manfredas Lukjančukas   | Árbitro(s): Manfredas Lukjančukas |

### Segunda ronda

#### Hajduk Split vs FC Minsk
| 3 de noviembre de 2021 | Hajduk Split                  | 3:0 (2:0) | FC Minsk | Estadio Poljud, Split, Croacia |                           |
| 17:00 (CET)            | - Hrgović 31' - Čuić 44', 60' | Reporte   |          | Árbitro(s): Marcel Birsan      | Árbitro(s): Marcel Birsan |

| 24 de noviembre de 2021 | FC Minsk      | 1:1 (1:0) (Global 1:4) | Hajduk Split | Estadio FC Minsk, Minsk, Bielorrusia |                                    |
| 13:00 (CET)             | - Kniazev 45' | Reporte                | - 72' Čuić   | Árbitro(s): Vitālijs Spasjoņņikovs   | Árbitro(s): Vitālijs Spasjoņņikovs |

#### MTK Budapest vs Genk
| 3 de noviembre de 2021 | MTK Budapest   | 1:2 (1:0) | Genk                    | Estadio Nándor Hidegkuti, Budapest, Hungría |                           |
| 17:00 (CET)            | - Vancsa 45+1' | Reporte   | - 59' Németh - 64' John | Árbitro(s): Daniyar Sakhi                   | Árbitro(s): Daniyar Sakhi |

| 23 de noviembre de 2021 | Genk          | 1:0 (0:0) (Global 3:1) | MTK Budapest | Luminus Arena, Genk, Bélgica |                        |
| 19:00 (CET)             | - Geusens 83' | Reporte                |              | Árbitro(s): Ian McNabb       | Árbitro(s): Ian McNabb |

#### Deportivo La Coruña vs Maccabi Haifa
| 3 de noviembre de 2021 | Deportivo La Coruña                                                        | 5:1 (2:0) | Maccabi Haifa  | Estadio de Riazor, La Coruña, España |                                   |
| 21:00 (CET)            | - Nájera 12' - Hernández 45' (pen.) - Teijo 50' - Mella 56' - Baldomar 85' | Reporte   | - 83' Elmichly | Árbitro(s): Helgi Mikael Jónasson    | Árbitro(s): Helgi Mikael Jónasson |

| 8 de diciembre de 2021 | Maccabi Haifa                              | 3:0 (0:0) (Global 4:5) | Deportivo La Coruña | Estadio Sammy Ofer, Haifa, Israel |                             |
| 17:00 (CET)            | - Kay Laish 49' - Elmichly 60' - Razon 82' | Reporte                |                     | Árbitro(s): Loukas Sotiriou       | Árbitro(s): Loukas Sotiriou |

#### Žilina vs Kairat
| 3 de noviembre de 2021 | Žilina                          | 3:2 (2:1) | Kairat                               | Štadión pod Dubňom, Žilina, Eslovaquia |                               |
| 17:30 (CET)            | - Jambor 34', 64' - Šnajder 36' | Reporte   | - 42' (a.g.) Aremeyaw - 79' Trufanov | Árbitro(s): Dragomir Draganov          | Árbitro(s): Dragomir Draganov |

| 24 de noviembre de 2021 | Kairat                          | 1:0 (1:0) (0:3 p.)(Global 3:3) | Žilina                      | Estadio Central, Almaty, Kazajistán |                             |
| 12:00 (CET)             | - Toleukhanov 32'               | Reporte                        |                             | Árbitro(s): Viktor Shimusik         | Árbitro(s): Viktor Shimusik |
|                         |                                 | Tiros desde el punto penal     |                             |                                     |                             |
|                         | - Kobeyev - Shirobokov - Azatov |                                | - Oravec - Javorček - Belko |                                     |                             |

#### Estrella Roja vs Empoli
| 3 de noviembre de 2021 | Estrella Roja    | 1:1 (1:0) | Empoli                 | Čukarički Stadium, Belgrado, Serbia |                             |
| 17:30 (CET)            | - Stojanović 42' | Reporte   | - 56' (pen.) Innocenti | Árbitro(s): Vassilis Fotias         | Árbitro(s): Vassilis Fotias |

| 23 de noviembre de 2021 | Empoli                                                                  | 5:0 (2:0) (Global 6:1) | Estrella Roja | Estadio Carlo Castellani, Empoli, Italia |                             |
| 20:00 (CET)             | - Magazzu 13' - Asllani 16', 65' (pen.) - Baldanzi 61' - Logrieco 90+3' | Reporte                |               | Árbitro(s): Allard Lindhout              | Árbitro(s): Allard Lindhout |

#### Trabzonspor vs Midtjylland
| 2 de noviembre de 2021 | Trabzonspor     | 2:5 (2:3) | Midtjylland                                             | Ortahisar Yavuz Selim Stadı, Trebisonda, Turquía |                                 |
| 13:00 (CET)            | - Uzun 41', 44' | Reporte   | - 7' Fischer - 80' (pen.), 58', 71' Hansen - 23' Djuric | Árbitro(s): Matthew De Gabriele                  | Árbitro(s): Matthew De Gabriele |

| 23 de noviembre de 2021 | Midtjylland                                                               | 5:0 (3:0) (Global 10:2) | Trabzonspor | Ikast Stadium, Ikast, Dinamarca |                          |
| 15:00 (CET)             | - O. Sørensen 10' - Hansen 39' (pen.), 44' - Simsir 49' - H. Sørensen 75' | Reporte                 |             | Árbitro(s): Alex Troleis        | Árbitro(s): Alex Troleis |

#### Angers vs AZ
| 3 de noviembre de 2021 | Angers | 0:1 (0:0) | AZ             | Stade Raymond Kopa, Angers, Francia |                          |
| 19:00 (CET)            |        | Reporte   | - 69' Schouten | Árbitro(s): Morten Krogh            | Árbitro(s): Morten Krogh |

| 23 de noviembre de 2021 | AZ                                                   | 0:1 (0:1) (5:4 p.)(Global 1:1) | Angers                                       | AZ Training Centre, Wijdewormer, Países Bajos |                                |
| 17:00 (CET)             |                                                      | Reporte                        | - 32' Martins                                | Árbitro(s): Robertas Valikonis                | Árbitro(s): Robertas Valikonis |
|                         |                                                      | Tiros desde el punto penal     |                                              |                                               |                                |
|                         | - Goes - Dekker - De Jong - Meerdink - Van Brederode |                                | - Martins - Taïbi - Ndeke - Camara - Lgharbi |                                               |                                |

#### Septemvri Sofia vs Rangers
| 24 de noviembre de 2021 | Septemvri Sofia                  | 2:4 (2:2) | Rangers                               | Estadio Ovcha Kupel, Sofía, Bulgaria |                              |
| 15:00 (CET)             | - Aleksandrov 25' - Stoychev 30' | Reporte   | - 21', 51', 71' Weston - 44' McKinnon | Árbitro(s): Nathan Verboomen         | Árbitro(s): Nathan Verboomen |

| 7 de diciembre de 2021 | Rangers                                 | 3:0 (0:0) (Global 7:2) | Septemvri Sofia | Dumbarton Football Stadium, Dumbarton, Escocia |                          |
| 21:30 (CET)            | - Lowry 55' - Weston 65' - McKinnon 88' | Reporte                |                 | Árbitro(s): Sandi Putros                       | Árbitro(s): Sandi Putros |

## Play-offs
El sorteo de los play-off se realizará el martes 14 de diciembre de 2021 en Nyon desde las 12:00 CET.

### AZ vs Villarreal CF
| 8 de febrero de 2022 | AZ                                                    | 3:3 (2:1) (4:3 p.)         | Villarreal CF                                        | AZ Training Centre, Wijdewormer, Países Bajos |                                |
| 14:30 (CET)          | - van Brederode 14' (pen.), 20' (pen.) - Meerdink 70' | Reporte                    | - 9' Jiménez - 76' Pascual - 87' Saavedra            | Árbitro(s): Robert Ian Jenkins                | Árbitro(s): Robert Ian Jenkins |
|                      |                                                       | Tiros desde el punto penal |                                                      |                                               |                                |
|                      | - Goes - Twisk - de Jong - Meerdink - Schouten        |                            | - Pascual - Saavedra - Torrents - Hinojosa - Sánchez |                                               |                                |

### Rangers vs Sevilla
| 8 de febrero de 2022 | Rangers | 0:1 (0:0) | Sevilla       | Rangers Training Centre, Milngavie, Escocia |                             |
| 16:00 (CET)          |         | Reporte   | - 50' Álvarez | Árbitro(s): Allard Lindhout                 | Árbitro(s): Allard Lindhout |

### Žilina vs Internazionale
| 8 de febrero de 2022 | Žilina                        | 3:1 (1:0) | Internazionale | Štadión pod Dubňom, Žilina, Eslovaquia |                                |
| 16:30 (CET)          | - Sauer 1', 47' - Vaľko 90+6' | Reporte   | - 77' Jurgens  | Árbitro(s): Sebastian Gishamer         | Árbitro(s): Sebastian Gishamer |

### Empoli vs Borussia Dortmund
| 8 de febrero de 2022 | Empoli                             | 3:5 (2:2) | Borussia Dortmund                                                              | Estadio Carlo Castellani, Empoli, Italia |                        |
| 18:00 (CET)          | - Magazzu 16', 28' - Panicucci 86' | Reporte   | - 15' Bynoe-Gittens - 41' (a.g.) Pezzola - 57' Rijkhoff - 63' Fink - 77' Semic | Árbitro(s): Igor Pajac                   | Árbitro(s): Igor Pajac |

### Midtjylland vs Club Brujas
| 9 de febrero de 2022 | Midtjylland                               | 3:2 (1:2) | Club Brujas    | Ikast Stadium, Ikast, Dinamarca |                              |
| 13:00 (CET)          | - Andreasen 32' - Simsir 63' - Fraulo 71' | Reporte   | - 3', 15' Nusa | Árbitro(s): Donald Robertson    | Árbitro(s): Donald Robertson |

### Genk vs Chelsea
| 9 de febrero de 2022 | Genk                                                           | 5:1 (1:0) | Chelsea           | Luminus Arena, Genk, Bélgica |                         |
| 16:00 (CET)          | - Diawara 18', 66' - Geusens 57' (pen.) - Abid 77' - Carpe 90' | Reporte   | - 70' (pen.) Hall | Árbitro(s): Rohit Saggi      | Árbitro(s): Rohit Saggi |

### Hajduk Split vs Atlético Madrid
| 9 de febrero de 2022 | Hajduk Split                                   | 0:0 (2:3 p.)               | Atlético Madrid                     | Estadio Poljud, Split, Croacia |                             |
| 18:00 (CET)          |                                                | Reporte                    |                                     | Árbitro(s): Jérémie Pignard    | Árbitro(s): Jérémie Pignard |
|                      |                                                | Tiros desde el punto penal |                                     |                                |                             |
|                      | - Ljubičić - Hrgović - Vrcić - Capan - Pukstas |                            | - Curras - Corral - Ginard - Martín |                                |                             |

### Deportivo La Coruña vs Dinamo Kiev
| 9 de febrero de 2022 | Deportivo La Coruña                           | 2:2 (2:1) (2:3 p.)         | Dinamo Kiev                                   | Estadio de Riazor, La Coruña, España |                           |
| 19:00 (CET)          | - Nájera 4' - López 26'                       | Reporte                    | - 7' Tsarenko - 75' Yatsyk                    | Árbitro(s): António Nobre            | Árbitro(s): António Nobre |
|                      |                                               | Tiros desde el punto penal |                                               |                                      |                           |
|                      | - Ochoa - Guerra - Gómez - Barcia - Rodríguez |                            | - Popov - Diallo - El Khamlichi - Vivcharenko |                                      |                           |

## Fase final
El sorteo de la fase final se realizará el 14 de febrero de 2022 en Nyon.
|  | Octavos de final    | Octavos de final   |                     |       | Cuartos de final | Cuartos de final |  |  | Semifinales | Semifinales |  |  | Final       | Final       |
|  | 1 y 2 de marzo      | 1 y 2 de marzo     |                     |       | 15 y 16 de marzo | 15 y 16 de marzo |  |  | 22 de abril | 22 de abril |  |  | 25 de abril | 25 de abril |
|  |                     |                    |                     |       |                  |                  |  |  |             |             |  |  |             |             |
|  |                     |                    |                     |       |                  |                  |  |  |             |             |  |  |             |             |
|  |                     |                    |                     |       |                  |                  |  |  |             |             |  |  |             |             |
|  | AZ Alkmaar          | 0 (4)              |                     |       |                  |                  |  |  |             |             |  |  |             |             |
|  | AZ Alkmaar          | 0 (4)              |                     |       |                  |                  |  |  |             |             |  |  |             |             |
|  | Juventus            | 0 (5)              |                     |       |                  |                  |  |  |             |             |  |  |             |             |
|  | Juventus            | 0 (5)              | Juventus            | 2     |                  |                  |  |  |             |             |  |  |             |             |
|  |                     |                    |                     | 2     |                  |                  |  |  |             |             |  |  |             |             |
|  |                     | Liverpool          | 0                   |       |                  |                  |  |  |             |             |  |  |             |             |
|  | Liverpool           | Liverpool          | 0                   | 1 (4) |                  |                  |  |  |             |             |  |  |             |             |
|  | Liverpool           |                    |                     | 1 (4) |                  |                  |  |  |             |             |  |  |             |             |
|  | Genk                | 1 (3)              |                     |       |                  |                  |  |  |             |             |  |  |             |             |
|  | Genk                | 1 (3)              | Juventus            | 2 (3) |                  |                  |  |  |             |             |  |  |             |             |
|  |                     |                    |                     | 2 (3) |                  |                  |  |  |             |             |  |  |             |             |
|  |                     | Benfica            | 2 (4)               |       |                  |                  |  |  |             |             |  |  |             |             |
|  | Dinamo de Kiev      | Benfica            | 2 (4)               | 1     |                  |                  |  |  |             |             |  |  |             |             |
|  | Dinamo de Kiev      |                    |                     | 1     |                  |                  |  |  |             |             |  |  |             |             |
|  | Sporting de Lisboa  | 2                  |                     |       |                  |                  |  |  |             |             |  |  |             |             |
|  | Sporting de Lisboa  | 2                  | Sporting de Lisboa  | 0     |                  |                  |  |  |             |             |  |  |             |             |
|  |                     |                    |                     | 0     |                  |                  |  |  |             |             |  |  |             |             |
|  |                     | Benfica            | 4                   |       |                  |                  |  |  |             |             |  |  |             |             |
|  | Midtjylland         | Benfica            | 4                   | 2     |                  |                  |  |  |             |             |  |  |             |             |
|  | Midtjylland         |                    |                     | 2     |                  |                  |  |  |             |             |  |  |             |             |
|  | Benfica             | 3                  |                     |       |                  |                  |  |  |             |             |  |  |             |             |
|  | Benfica             | 3                  | Benfica             | 6     |                  |                  |  |  |             |             |  |  |             |             |
|  |                     |                    |                     | 6     |                  |                  |  |  |             |             |  |  |             |             |
|  |                     | Red Bull Salzburgo | 0                   |       |                  |                  |  |  |             |             |  |  |             |             |
|  | Manchester United   | Red Bull Salzburgo | 0                   | 2 (1) |                  |                  |  |  |             |             |  |  |             |             |
|  | Manchester United   |                    |                     | 2 (1) |                  |                  |  |  |             |             |  |  |             |             |
|  | Borussia Dortmund   | 2 (3)              |                     |       |                  |                  |  |  |             |             |  |  |             |             |
|  | Borussia Dortmund   | 2 (3)              | Borussia Dortmund   | 0     |                  |                  |  |  |             |             |  |  |             |             |
|  |                     |                    |                     | 0     |                  |                  |  |  |             |             |  |  |             |             |
|  |                     | Atlético de Madrid | 1                   |       |                  |                  |  |  |             |             |  |  |             |             |
|  | Real Madrid         | Atlético de Madrid | 1                   | 2     |                  |                  |  |  |             |             |  |  |             |             |
|  | Real Madrid         |                    |                     | 2     |                  |                  |  |  |             |             |  |  |             |             |
|  | Atlético de Madrid  | 3                  |                     |       |                  |                  |  |  |             |             |  |  |             |             |
|  | Atlético de Madrid  | 3                  | Atlético de Madrid  | 0     |                  |                  |  |  |             |             |  |  |             |             |
|  |                     |                    |                     | 0     |                  |                  |  |  |             |             |  |  |             |             |
|  |                     | Red Bull Salzburgo | 5                   |       |                  |                  |  |  |             |             |  |  |             |             |
|  | Paris Saint-Germain | Red Bull Salzburgo | 5                   | 2     |                  |                  |  |  |             |             |  |  |             |             |
|  | Paris Saint-Germain |                    |                     | 2     |                  |                  |  |  |             |             |  |  |             |             |
|  | Sevilla             | 0                  |                     |       |                  |                  |  |  |             |             |  |  |             |             |
|  | Sevilla             | 0                  | Paris Saint-Germain | 1     |                  |                  |  |  |             |             |  |  |             |             |
|  |                     |                    |                     | 1     |                  |                  |  |  |             |             |  |  |             |             |
|  |                     | Red Bull Salzburgo | 3                   |       |                  |                  |  |  |             |             |  |  |             |             |
|  | Žilina              | Red Bull Salzburgo | 3                   | 1 (3) |                  |                  |  |  |             |             |  |  |             |             |
|  | Žilina              |                    |                     | 1 (3) |                  |                  |  |  |             |             |  |  |             |             |
|  | Red Bull Salzburgo  | 1 (4)              |                     |       |                  |                  |  |  |             |             |  |  |             |             |
|  | Red Bull Salzburgo  | 1 (4)              |                     |       |                  |                  |  |  |             |             |  |  |             |             |

### Octavos de final
| 2 de marzo de 2022 | AZ                                              | 0:0 (4:5 p.)               | Juventus                                              | AZ Training Centre, Wijdewormer, Países Bajos |                               |
| 14:00              |                                                 | Reporte                    |                                                       | Árbitro(s): Julian Weinberger                 | Árbitro(s): Julian Weinberger |
|                    |                                                 | Tiros desde el punto penal |                                                       |                                               |                               |
|                    | - Goes - Dekker - de Jong - Meerdink - Schouten |                            | - Iling-Junior - Muharemovic - Savona - Hasa - Rutsel |                                               |                               |

| 2 de marzo de 2022 | Liverpool                                       | 1:1 (1:0) (4:3 p.)         | Genk                                            | Liverpool FC Training Grounds, Liverpool, Inglaterra |                                   |
| 15:00              | - Cannonier 43'                                 | Reporte                    | - 50' Geusens                                   | Árbitro(s): Manfredas Lukjančukas                    | Árbitro(s): Manfredas Lukjančukas |
|                    |                                                 | Tiros desde el punto penal |                                                 |                                                      |                                   |
|                    | - Norris - O'Rourke - Woltman - Corness - Clark |                            | - Rommens - Beerten - Geusens - Godts - Diawara |                                                      |                                   |

| 7 de abril de 2022 | Dinamo Kiev          | 1:2 (0:2) | Sporting         | Giulești-Valentin Stănescu, Bucarest, Rumania |                                |
| 12:00              | - Brazhko 49' (pen.) | Reporte   | - 2', 28' Cabral | Árbitro(s): Bram Van Driessche                | Árbitro(s): Bram Van Driessche |

| 2 de marzo de 2022 | Midtjylland                    | 2:3 (2:2) | Benfica                               | Ikast Stadium, Ikast, Dinamarca |                         |
| 14:00              | - Simsir 10' - Christensen 12' | Reporte   | - 5' Moreira - 38' Silva - 80' Semedo | Árbitro(s): Enea Jorgji         | Árbitro(s): Enea Jorgji |

| 1 de marzo de 2022 | Manchester United                    | 2:2 (1:1) (1:3 p.)         | Borussia Dortmund                                      | Leigh Sports Village, Huddersfield, Inglaterra |                            |
| 21:00              | - McNeill 23' - Bennett 85'          | Reporte                    | - 16', 68' Bynoe-Gittens                               | Árbitro(s): Kaspar Sjöberg                     | Árbitro(s): Kaspar Sjöberg |
|                    |                                      | Tiros desde el punto penal |                                                        |                                                |                            |
|                    | - Jurado - McNeill - Mejbri - Emeran |                            | - Gürpüz - Coulibaly - El-Zein - Rothe - Bynoe-Gittens |                                                |                            |

| 2 de marzo de 2022 | Real Madrid                 | 2:3 (0:1) | Atlético Madrid               | Estadio Alfredo Di Stéfano, Madrid, España |                         |
| 21:00              | - González 58' - Marvel 89' | Reporte   | - 25', 66' Barrios - 50' Diez | Árbitro(s): Harm Osmers                    | Árbitro(s): Harm Osmers |

| 1 de marzo de 2022 | Paris Saint-Germain                        | 2:0 (1:0) | Sevilla | Stade Georges Lefèvre, Saint-Germain-en-Laye, Francia |                            |
| 18:00              | - Simons 45+2' (pen.) - Yansané 86' (pen.) | Reporte   |         | Árbitro(s): Nicholas Walsh                            | Árbitro(s): Nicholas Walsh |

| 2 de marzo de 2022 | Žilina                                              | 1:1 (1:0) (3:4 p.)         | Red Bull Salzburg                               | Štadión pod Dubňom, Žilina, Eslovaquia |                                   |
| 16:30              | - Addo 37'                                          | Reporte                    | - 65' (pen.) Simic                              | Árbitro(s): Trustin Farrugia Cann      | Árbitro(s): Trustin Farrugia Cann |
|                    |                                                     | Tiros desde el punto penal |                                                 |                                        |                                   |
|                    | - Talakov - Stojchevski - Kaprálik - Sauer - Jambor |                            | - Simic - Hofer - Omoregie - Atiabou - Halwachs |                                        |                                   |

### Cuartos de final
| 15 de marzo de 2022 | Juventus                    | 2:0 (0:0) | Liverpool | Juventus Center, Vinovo, Italia |                         |
| 16:00               | - Miretti 67' - Chibozo 69' | Reporte   |           | Árbitro(s): Rohit Saggi         | Árbitro(s): Rohit Saggi |

| 13 de abril de 2022 | Sporting | 0:4 (0:1) | Benfica                              | Stadium Aurelio Pereira, Alcochete, Portugal |                            |
| 09:00               |          | Reporte   | - 29', 59' Santos - 57', 90' Moreira | Árbitro(s): Rade Obrenovič                   | Árbitro(s): Rade Obrenovič |

| 16 de marzo de 2022 | Borussia Dortmund | 0:1 (0:1) | Atlético Madrid     | Signal Iduna Park, Dortmund, Alemania |                               |
| 16:30               |                   | Reporte   | - 31' (pen.) Curras | Árbitro(s): Julian Weinberger         | Árbitro(s): Julian Weinberger |

| 16 de marzo de 2022 | Paris Saint-Germain | 1:3 (1:1) | Red Bull Salzburg                                  | Stade Georges Lefèvre, Saint-Germain-en-Laye, Francia |                          |
| 14:00               | - Michut 1'         | Reporte   | - 37' Diakite - 72' (a.g.) Mouquet - 90+2' Reischl | Árbitro(s): Duje Strukan                              | Árbitro(s): Duje Strukan |

### Semifinales
| 22 de abril de 2022 | Juventus                                        | 2:2 (0:2) (2:3 p.)         | Benfica                                 | Centre Sportif de Colovray, Nyon, Suiza |                             |
| 12:00               | - Chibozo 51' - Turricchia 73'                  | Reporte                    | - 3' Neto - 10' Semedo                  | Árbitro(s): Allard Lindhout             | Árbitro(s): Allard Lindhout |
|                     |                                                 | Tiros desde el punto penal |                                         |                                         |                             |
|                     | - Iling-Junior - Miretti - Turco - Hasa - Soulè |                            | - Araújo - Silva - Félix - Neto - Felix |                                         |                             |

| 22 de abril de 2022 | Atlético Madrid | 0:5 (0:3) | Red Bull Salzburg                                              | Centre Sportif de Colovray, Nyon, Suiza |                            |
| 16:00               |                 | Reporte   | - 15', 28' (pen.) Simic - 44' Kameri - 67' Sahin - 89' Diakite | Árbitro(s): Horatiu Fesnic              | Árbitro(s): Horatiu Fesnic |

### Final
| 25 de abril de 2022 | Red Bull Salzburg | 0:6 (0:2) | Benfica                                                           | Centre Sportif de Colovray, Nyon, Suiza |                         |
| 11:00               |                   | Reporte   | - 2' Neto - 15', 57', 89' (pen.) Araújo - 53' N'Dour - 69' Semedo | Árbitro(s): Harm Osmers                 | Árbitro(s): Harm Osmers |

## Máximos goleadores
| # | Futbolista          | Equipo              | Goles |
| - | ------------------- | ------------------- | ----- |
| 1 | Mads Hansen         | Midtjylland         | 7     |
| 1 | Aral Şimşir         | Midtjylland         | 7     |
| 1 | Roko Šimić          | Red Bull Salzburg   | 7     |
| 4 | Jamie Bynoe-Gittens | Borussia Dortmund   | 6     |
| 4 | Filip Čuić          | Hajduk Split        | 6     |
| 6 | Samba Diallo        | Dínamo Kiev         | 5     |
| 6 | Bradley Fink        | Borussia Dortmund   | 5     |
| 6 | Oscar Fraulo        | Midtjylland         | 5     |
| 6 | Djeidi Gassama      | Paris Saint-Germain | 5     |
| 6 | Timotej Jambor      | Žilina              | 5     |
| 6 | James McAtee        | Manchester City     | 5     |
| 6 | Cisse Sandra        | Club Brugge         | 5     |
| 6 | Luís Semedo         | Benfica             | 5     |
| 6 | Zalán Vancsa        | MTK Budapest        | 5     |